# Cephrenes
Genre
Cephrenes est un genre de papillons de la famille des Hesperiidae. 

## Liste des espèces
Selon GBIF (15 mars 2024) :
- Cephrenes augiades (Felder, 1860)
- Cephrenes carna Evans, 1934
- Cephrenes chrysozona (Plötz, 1883)
- Cephrenes moseleyi (Butler, 1884)
- Cephrenes spec Hopffer, 1874
- Cephrenes trichopepla (Lower, 1908)

## Classification
Le nom valide complet (avec auteur) de ce taxon est Cephrenes Waterhouse (d) & Lyell (d), 1914,.
Cephrenes a pour synonyme :
- Corone Mabille, 1878

## Publication originale
- (en) G. A. Waterhouse et Geo. Lyell, The Butterflies of Australia. A monograph of the Australian Rhopalocera, Sydney, Angus & Robertson Ltd., juillet 1914, 239 p. (lire en ligne), p. 206.